# 만다린 오리엔탈 호텔 그룹

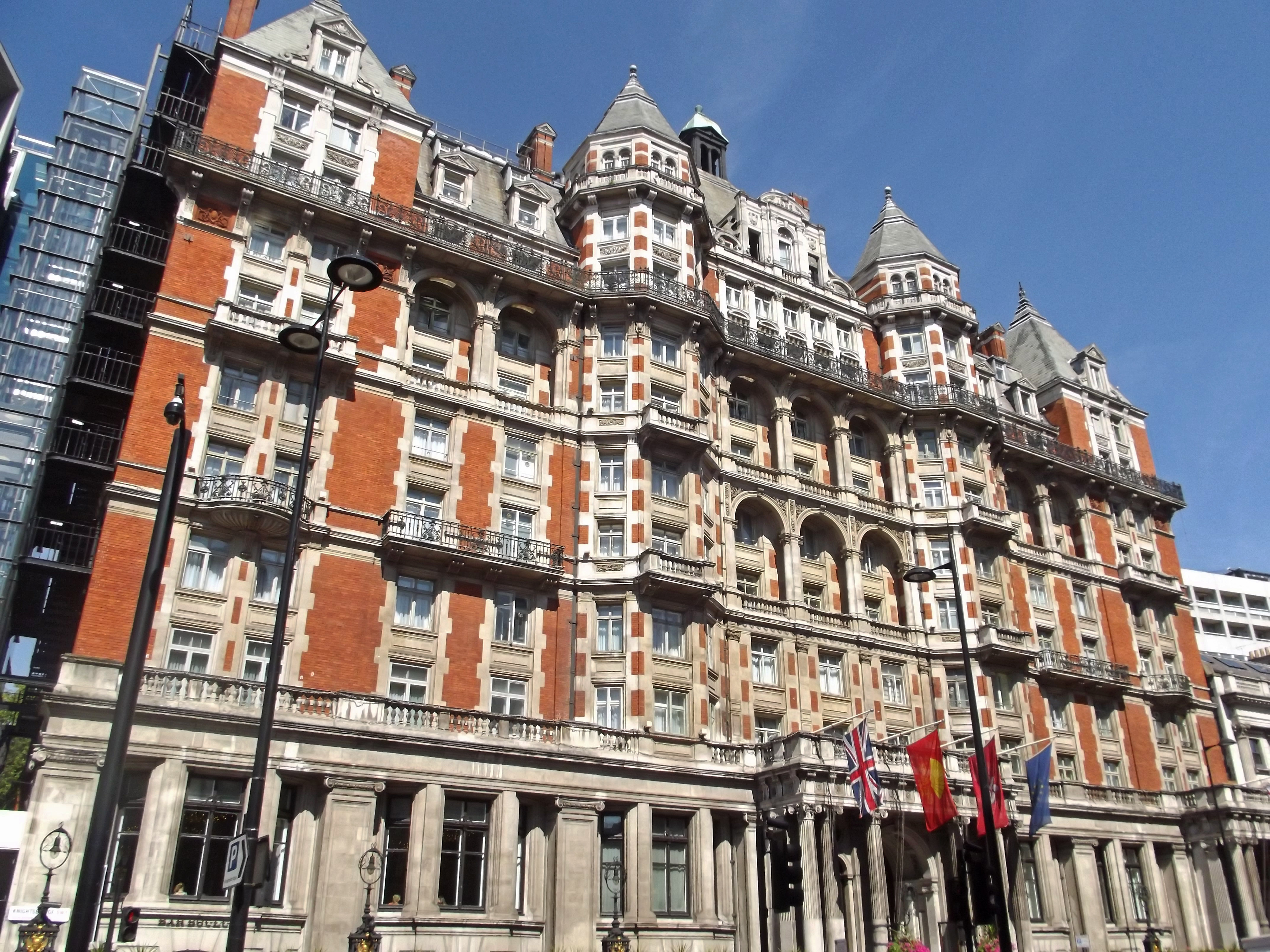

만다린 오리엔탈 호텔 그룹(영어: Mandarin Oriental Hotel Group, MOHG, 중국어: 文華東方酒店)은 자딘 매디슨(Jardine Matheson) 그룹 산하이며, 홍콩을 기반으로 한 고급호텔 그룹이다.

## 개요
1963년, 홍콩을 거점으로 하는 영국계 종합상사 <자딘 매디슨 >(Jardine Matheson) 헨리 케스윅(Henry Keswick) 회장의 지지하, 당시 영국 식민지였던 홍콩의 센트럴에서 오픈한 <만다린 홍콩 > (현재의 만다린 오리엔탈 홍콩)이 시작.
그 후, 회사 이름을 <만다린 인터내셔널 호텔즈>로 바꿔 1974년에 태국 방콕의 <더 오리엔탈 방콕> (현 만다린 오리엔탈 방콕)을 매수하면서 1985년, 현재의 <만다린 오리엔탈 호텔 그룹>로 개칭되었다.
현재, 13개국에 21 (약8,000룸)의 호텔을 전개하고 있으며 샹그릴라 호텔 & 리조트 (Shangri-la Hotels & Resorts), 홍콩 & 샹하이 호텔즈 (페닌슈라) 등과 같이 아시아를 대표하는 고급호텔 체인으로서 유럽이나 미국에서도 그 이름이 알려져 있다.
2005년 12월 2일에는 일본에도 진출, <만다린 오리엔탈 도쿄>가 오픈되었다.
2009년 2월 9일에는 화재 때문에 개업 준비중였던 <만다린 오리엔탈 베이징>이 심각한 피해를 당했다.

## 같이 보기
- 만다린 오리엔탈 호텔 홍콩
- 케스윅 가문